# The Cooper-Hofstadter Polarization
The Cooper-Hofstadter Polarization  es el noveno episodio de la serie The Big Bang Theory estrenado el 17 de marzo del 2008 en los Estados Unidos y escrito por David Goetsch, Lee Aronsohny Chuck Lorre.

## Referencia al título
El título The Cooper-Hofstadter Polarization (traducido al español como "La polarización de Cooper-Hofstadter") hace referencia a la discusión entre Leonard y Sheldon acerca de los derechos de autoría del descubrimiento acerca de los supersólidos que realizan juntos.

## Sinopsis
Raj, Howard, Leonard y Sheldon se encuentran en el departamento de los dos últimos realizando un pequeño experimento: habilitar el prendido y apagado de todos los aparatos electrónicos de su casa (como el estéreo, las luces, tres autitos de juguete, etc.) al público general de Internet. Al llegar Penny a la habitación le muestran su gran logro, pero ella, desasosegada, les recomienda que se compren un control remoto universal. A continuación, huye debido a que los autitos de juguete equipados con cámaras webcam la persiguen enfocando a su minifalda (uno de ellos comandado por Howard).
Más tarde, juntando todo el equipo experimental, Leonard descubre una carta en la basura. Al leerla se entera de que él y Sheldon han sido invitados a presentar la investigación que hicieron juntos acerca de las propiedades de los supersólidos en una conferencia de física del Instituto de física Experimental. [En esta investigación mencionada, tal como se revela a continuación, Sheldon tuvo la inspiración inicial y Leonard realizó los experimentos indispensables]. Sin embargo, Sheldon le dice que a diferencia de él, no necesita la aprobación de mentes inferiores, que reconocerían su intelecto innecesariamente. Sheldon concluye que como supuesto director del proyecto, le prohibirá que vaya. Esto inicia una discusión sobre quien tiene mayor mérito por la investigación y finaliza cuando Leonard le dice que él irá y presentará las conclusiones por su cuenta. Al acabar peleados, Penny trata de reparar la amistad hablando con Sheldon; pero lo arruina todo al revelarle que Leonard se refirió a su descubrimiento como "un golpe de suerte".
Luego de la ardua tarea de elegir la vestimenta para la ocasión con Penny, ella y Leonard viajan a la conferencia con el resto de sus amigos, excepto, obviamente, Sheldon. Nervioso, ante la gran concurrencia, Leonard decide iniciar la demostración con un chiste al mejor estilo físico-nerd que Penny ni aventura a entender. Al terminar la ponencia, Sheldon revela su presencia en esta luego de estar encapuchado durante toda la misma. Celoso, intenta desprestigiar a Leonard robándose el crédito y trata de "explotarle" la cabeza con su mente como en la película Scanners, ocasionando un entretenido (y ridículo) altercado físico entre ambos. Estando por terminar el capítulo, los cuatro amigos ven el video de la pelea filmada y subida por Howard a YouTube. En un aparente tácito mutuo acuerdo, Leonard y Sheldon se reconcilian.
En un aparte final, aparecen dos ciudadanos chinos viendo el video de la pelea cuando sus luces de la habitación comienzan a parpadear. Mirando en su computadora descubren que es alguien de Pasadena, California llamado Wolowizard.